# Ardisia tanycardia
Ardisia tanycardia är en viveväxtart som beskrevs av Benjamin Clemens Masterman Stone. Ardisia tanycardia ingår i släktet Ardisia och familjen viveväxter. Inga underarter finns listade i Catalogue of Life.